# Anommatium ashmeadi
Anommatium ashmeadi är en stekelart som beskrevs av Mayr 1904. Anommatium ashmeadi ingår i släktet Anommatium, och familjen hyllhornsteklar. Arten är reproducerande i Sverige.